# Kurt Wimmer
Kurt Wimmer é um roteirista e diretor de cinema estadunidense.
Wimmer entrou para University of South Florida e formou-se com um grau BFA em história da arte. Então, ele se mudou para Los Angeles onde trabalhou por 12 anos como roteirista antes de criar o seu filme de 2002, Equilibrium. Apesar de ele ter sido creditado como o diretor do filme de 1995 One Tough Bastard (vulgo One Man's Justice) na verdade ele foi demitido após metade da produção do filme e não o completou Em numerosas entrevistas ele cita Equilibrium como o seu primeiro filme dirigido em sua vida, no qual ele também possui um papel cameo como o praticante da arte marcial fictícia Gun Kata.

## Créditos
- Metal Gear Solid (2009-2010) (escritor, boatos)
- Law Abiding Citizen(2009) (escritor)
- Street Kings (2008) (escritor)
- Ultraviolet (2006) (escritor/diretor)
- The Recruit (2003) (escritor)
- Equilibrium (2002) (escritor/diretor)
- The Thomas Crown Affair (1999) (escritor)
- Sphere (1998) (adaptação)
- One Tough Bastard (1995) (diretor)
- Salt (2010) (escritor)